# Westerbrink
Westerbrink is een voormalig waterschap in de provincie Groningen.
Het schap lag pal noordwesten Veendam op de plek waar nu het De Langebos ligt, in de hoek tussen de weg met de naam Westerbrink en de Middenweg. Het stuk tussen het bos en de gemeentegrens behoorde ook tot het gebied. De molen stond aan de westkant van de polder en sloeg uit op een 1¾ km lange wijk van het Tripscompagniesterdiep.
Waterstaatkundig gezien ligt het gebied sinds 2000 binnen dat van het waterschap Hunze en Aa's.